# هيئة إعادة التنمية الحضرية (سنغافورة)
هيئة إعادة التنمية الحضرية (بالإنجليزية: Urban Redevelopment Authority (URA)): هي هيئة التخطيط الحضري الوطنية التابعة لوزارة التنمية الوطنية في حكومة سنغافورة.